# Hemidactylus puccionii
Espèce
Hemidactylus puccionii est une espèce de geckos de la famille des Gekkonidae.

## Répartition
Cette espèce se rencontre en Somalie, au Kenya et en Tanzanie.

## Étymologie
Cette espèce est nommée en l'honneur de Nello Puccioni (1881–1937).

## Publication originale
- Calabresi, 1927 : Anfibi e rettili raccolti nella Somalia dai Proff. G. Stefanini e N. Puccioni (Gennaio-Luglio 1924). Atti della Societa Italiana di Scienze Naturali e del Museo Civico di Storia Naturale di Milano, vol. 66, p. 14-60.